# The Maze
The Maze es el quinto álbum de estudio del guitarrista estadounidense de metal neoclásico Vinnie Moore, publicado en 1999 por Shrapnel Records. El disco marcó su regreso al sello independiente y también a su característico sonido, incluso ciertos críticos lo consideraron un gran regreso al estilo de sus dos primeros trabajos.

## Lista de canciones
Todas las canciones escritas por Vinnie Moore.

| N.º | Título                    | Duración |  |
| 1.  | «The Maze»                | 8:42     |  |
| 2.  | «King of Kings»           | 5:48     |  |
| 3.  | «Cryptic Dreams»          | 5:33     |  |
| 4.  | «Never Been to Barcelona» | 4:21     |  |
| 5.  | «Watching from the Light» | 4:45     |  |
| 6.  | «The Thinking Machine»    | 4:42     |  |
| 7.  | «Eye of the Beholder»     | 6:00     |  |
| 8.  | «Rain»                    | 4:26     |  |
| 9.  | «In the Healing Garden»   | 6:35     |  |
| 10. | «Fear and Trepidation»    | 8:12     |  |

## Músicos
- Vinnie Moore: guitarra eléctrica
- Tony MacAlpine: teclados
- Dave LaRue: bajo
- Shane Gaalaas: batería